# Xã Ridott, Quận Stephenson, Illinois
Xã Ridott (tiếng Anh: Ridott Township) là một xã thuộc quận Stephenson, tiểu bang Illinois, Hoa Kỳ. Năm 2010, dân số của xã này là 1.451 người.